# Quatuor Smith
Le Quatuor Smith (The Smith Quartet) est un quatuor à cordes britannique fondé en 1988 et spécialisé dans l'exécution de musique classique contemporaine. L'ensemble est actif sur la scène internationale et par l'enregistrement surtout à partir de 2006. Ils ont créé plus de 100 œuvres de compositeurs tels que Kevin Volans, Graham Fitkin, Michael Nyman, Karl Jenkins, Carl Vine et Sally Beamish. Ils ont également collaboré avec des compagnies de danse et des musiciens dans d'autres genres, notamment le compositeur de jazz Django Bates (en) et l'ensemble de Britpop, Pulp. Le quatuor a souvent recours à l'amplification et à l'électronique au concert, afin d'élargir leur gamme de sites d'exécution et le répertoire.
Leur exécution de Different Trains de Steve Reich a été en vedette dans le film de l'Holocauste - Un film musical mémorial d'Auschwitz,.

## Membres

### Membres actuels
- Ian Humphries (1er violon)
- Rick Koster (2e violon)
- Nic Pendlebury (alto)
- Deirdre Cooper (violoncelle)

### Anciens membres
- Steve Smith (violon)
- Clive Hughes (violon)
- Charles Mutter (violon)
- Darragh Morgan (violon)
- Philip Sheppard (violoncelle)

## Discographie
- Graham Fitkin, Slow ; Huoah (mai/juillet 1991, Argo 433 690-2) (OCLC 28118919)
- Glass, intégrale des Quatuors à cordes (26-28 juillet 2007, Signum Classics SIGCD117) (OCLC 811336815)
- Karl Jenkins, Diamond Music : Quatuor à cordes no 2, Adiemus variations - Ian Humphries, Charles Mutter, violons ; Nic Pendlebury, alto ; Deirdre Cooper, violoncelle (1996, Sony Classical SK 62276) (OCLC 36070194)
- Reich, Different trains (janvier/février 2005, Signum Classics) (OCLC 62317787)
- Kevin Volans, White Man Sleeps pour quatuor (1986) - Steve Smith, Clive Hughes violons ; Nic Pendlebury, alto ; Sophie Harris, violoncelle (Cala United CACD88034)
- Smith Quartet : Graham Fitkin (Servant), Charles Ives (Scherzo), Carl Vine (Quatuor no 2), Michael Daugherty (Paul Robeson told me), Arvo Pärt (Summa), Conlon Nancarrow (Quatuor no 1), Django Bates (en) (The last ten thousand million years as seen from above) - Ian Humphries, Charles Mutter, violons ; Nic Pendlebury, alto ; Deirdre Cooper, violoncelle (1-3 février 1996, Smith Quartet Records) (OCLC 50899764)
- Ghost Stories : Tim Souster (Hambledon Hill), Michael Alcorn (The Old Woman Of Beare), Gavin Bryars (The Sinking Of The Titanic), James MacMillan (Memento), Stephen Montague (en) (Quatuor no 1 « In Memoriam ») (2007, Signum Records SIGCD088)
- The Smith Quartet Concert : Michael Gordon, Philip Glass, Joe Cutler, Donnacha Dennehy, Andrew Poppy, Steve Reich… (2008, Eagon EG019)
- X-Legged Sally, Bereft Of A Blissful Union (1997, Megadisc Classics MDC 7843)